# قائمة لاعبي الإسكواش
هذه قائمة لاعبي الإسكواش حسب البلد:

## أستراليا
رجال
- دافيد بالمر
- أنتوني ريكيتس
- ستيوارت بوزويل
- كارمن بيلي
- آرون فرانكورب
- سكوت أرنولد
- ستيف فينيتسيز
- برادلي هيندل
- مايك كورين
- دان جينسين
- رايان كاسكلي
- توني جيمس
- وايد جونستون
- لوك مارجان
- بول دافيز
- راج نادا
- ماثيو كاروالسكي
- كارمن وايت
- ناثان تيرنبول
- جوزيف نيب
- زاك اليكساندر
- ستيف روبنسون
- جايكوب لوريش
- جوزيف ديسيرا
- ناثان ستيفينسون
- جاستن بيرد
- مايكل جوينت

نساء

## إنجلترا
رجال
- نيك ماثيو
- جيمس ويلستروب
- لي بيتشيل
- بيتر باركر
- أدريان جرانت
- جوي برينجتون
- اليستر ووكر
- جوناثان كيمب
- داريل سيلبي
- برادلي بول
- ستايسي روس
- كريس رايدر
- كريس سيمبسون
- جوناثان هارفرد
- سكوت هاردلي
- اليكس ستيت
- شون لي روو
- بين فورد
- روبي تيمبل
- دافيد بارنيت
- توم ريتشاردز
- بين جارنر
- مارك هيذر
- دارين لويس
- نيل هيتشنس
- توم باشلي
- جيمس سنيل
- جو لي
- جيمي هايكوكس
- فيليب نايتينجايل
- كريس تروسويل
- كريس تاشكر جريندلي
- إدي تشارلتون
- أندرو ويب
- لويس والترز
- جوي ميلمان
- جوي هيندز
- ويليام نيونهام
- آدام فولر
- دانكن وولش

نساء

## فرنسا
رجال
- جريجوري جولتير
- تيري لينكو
- رينان لافين
- جوليان بالبو
- جون ميشيل أركوتشي
- ماثيو كاستاجني
- لورين الرياني
- يان بيري
- رومان تينين
- جوان ليزو
- جوان بوكي
- فابيان فيرسيل
- جريجوار مارش
- ثيبو جوتي

نساء

## باكستان
رجال
- منصور زمان
- ياسر بات
- فرزان رشيد

نساء
- خرسال خان

## اسكوتلاندا
رجال
- جون وايت
- ستيوارت كراوفورد
- ألان كلاين
- كريستن جونسون

نساء

## مصر
رجال
- عمرو شبانة
- رامي عاشور
- كريم درويش
- وائل الهندي
- محمد عباس
- هشام عاشور
- عمر مسعد
- عمر عبد العزيز
- عمر البرلسي
- ياسر الحلبي
- طارق مؤمن
- محمد علي أنور رضا
- عمرو سويلم
- عمر منسي
- شريف كامل
- محمد الشوربجي
- وائل فرج
- أحمد جمال سويفي
- أحمد جلال الدين
- أحمد ماجد حمزة
- محمد الكي
- عمر طارق علي
- كريم سامي
- أندرو وجيه شكري
- محمد فكري البدري
- عمر عبد المجيد
- محمد سيد محمود علي
- أحمد نافع
- أحمد خليل
- هيثم عاشور
- باسم مكرم
- كريم يحيى
- محمد مسعد أبو زيد
- محمد فريد
- أحمد برادة

نساء
- أمنية عبد القوي
- رنيم الوليلي
- نور الشربيني